# Alfred von Neipperg
Alfred Franz Camill Karl August Fredegond, Graf von Neipperg (Schwaigern, 26 gennaio 1807 – Winnenthal, 16 novembre 1865) è stato un generale e politico austriaco.

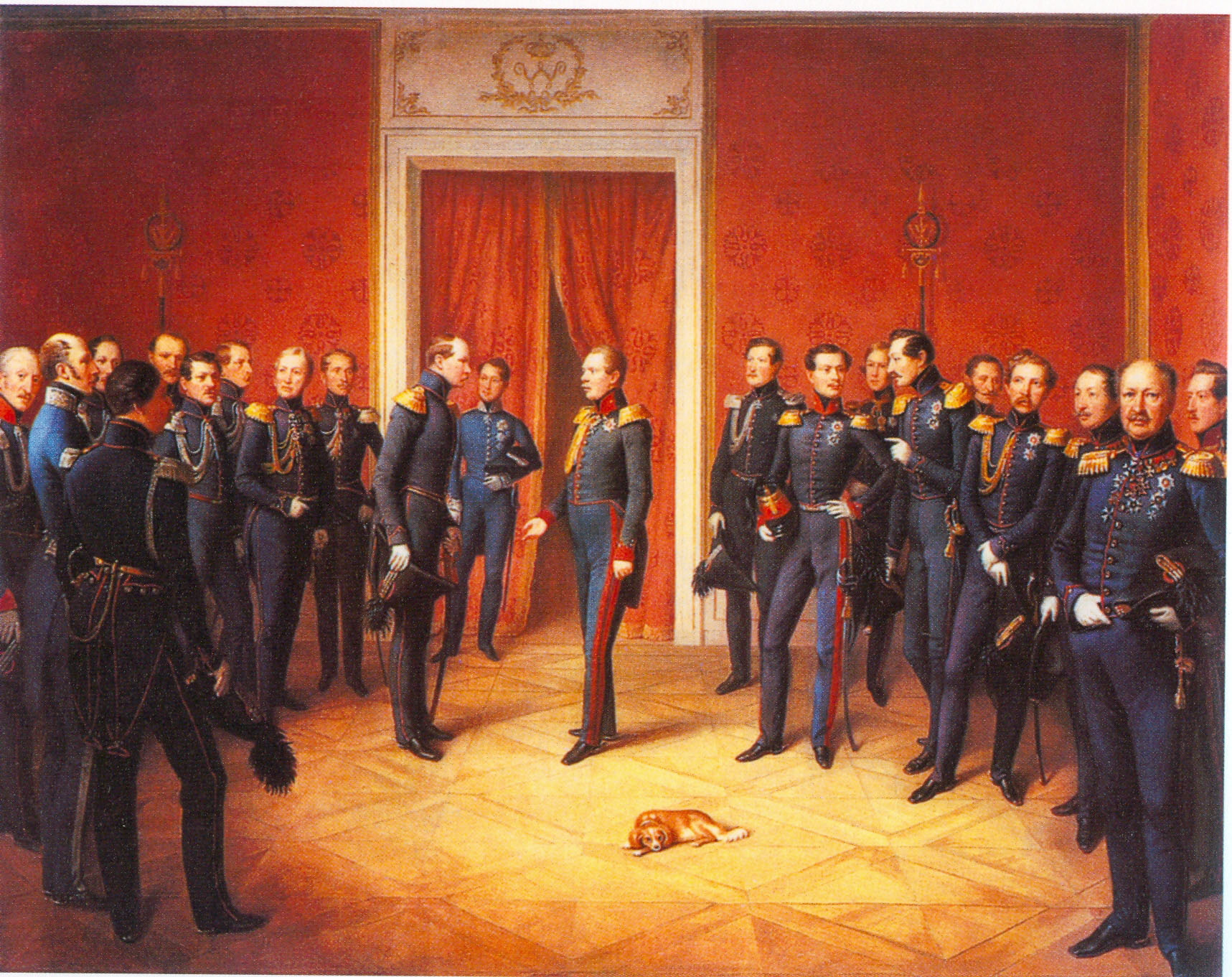
Alfred von Neipperg (quarto da destra) a rapporto dal re Guglielmo I del Württemberg, pittura del 1847 di Franz Seraph Stirnbrand

Fu Rittmeister e gentiluomo di camera dell'imperatore Francesco I d'Austria. Nel 1840 divenne genero del re del Württemberg Guglielmo I e maggior generale di quel regno. Dal 1829, anno della morte del padre, fino alla sua morte, fu a capo della famiglia Neipperg.

## Biografia
Era il figlio primogenito del generale austriaco conte Adam Albert von Neipperg e della prima moglie, la contessa Teresa Pola di Treviso.
Dopo la morte del padre, stette a capo dei Conti von Neipperg e ricevette nel 1831 dal re del Württemberg Guglielmo I, secondo l'antico stile feudale, assieme ai fratelli Ferdinand (1809–1843), Gustav (1811–1850) e Erwin von Neipperg (1813–1897), la conferma dei diritti sul paese di Schwaigern con gli annessi, Burg Neipperg, il territorio di caccia a Kleingartach, Bönnigheim e Erligheim come anche beni in Schwaigern e una foresta presso Neipperg. Nel 1833 lui e i suoi fratelli chiusero un fedecommesso sulla successione, che dava tutta la proprietà al primogenito e regolava la successione in caso di cessazione di una linea di discendenti.
Egli e i suoi fratelli facevano parte, come già in precedenza loro padre, delle forze militari austriache. Nel 1834 Alfred von Neipperg divenne Rittmeister e comandante del 9º reggimento ussari e Kämmerer (gentiluomo di camera) dell'imperatore Francesco I d'Austria.
Dal 1838 iniziò a liberare il comune dei vincoli feudali, sua moglie si interessò alla beneficenza e rese possibile con una donazione, il restauro della Stadtkirche Schwaigern, la chiesa principale della città.
Nel 1843 acquistò la tenuta dello Schloss Stocksberg a Stockheim, nel 1846, il sottostante mulino  a Schwaigern, da cui successivamente lo Schloss Schwaigern fu rifornito di acqua di sorgente, e con quest'acqua von Neipperg poté coltivare in serra, nel parco del castello, le piante tropicali.
Dal 1836, il conte Alfred ebbe un seggio ereditario nella Kammer der Standesherren (Camera alta del Württemberg) come capo di una delle  Case sovrane mediatizzate il cui dominio era stato annesso nel 1806 all'allora neonato Regno di Württemberg.
Poiché i fratelli Ferdinando e Gustav erano già morti senza figli, quando Alfred, anche lui senza discendenti, si ammalò negli anni 1850, gli affari della casa passarono al fratello minore Erwin. Alfred von Neipperg è sepolto nella tomba di famiglia dei Conti di Neipperg nel cimitero di Massenbachhausen.

## Matrimoni
Il 19 ottobre 1835 sposò la contessa italiana Giuseppina Grisoni che lo lasciò vedovo, senza figli, solo due anni dopo.
Il 19 marzo 1840 sposò la principessa Maria Federica (1816–1887), figlia di Guglielmo I di Württemberg, e di conseguenza von Neipperg entrò nell'esercito del Württemberg, dove venne nominato maggiore generale.

## Galleria d'immagini

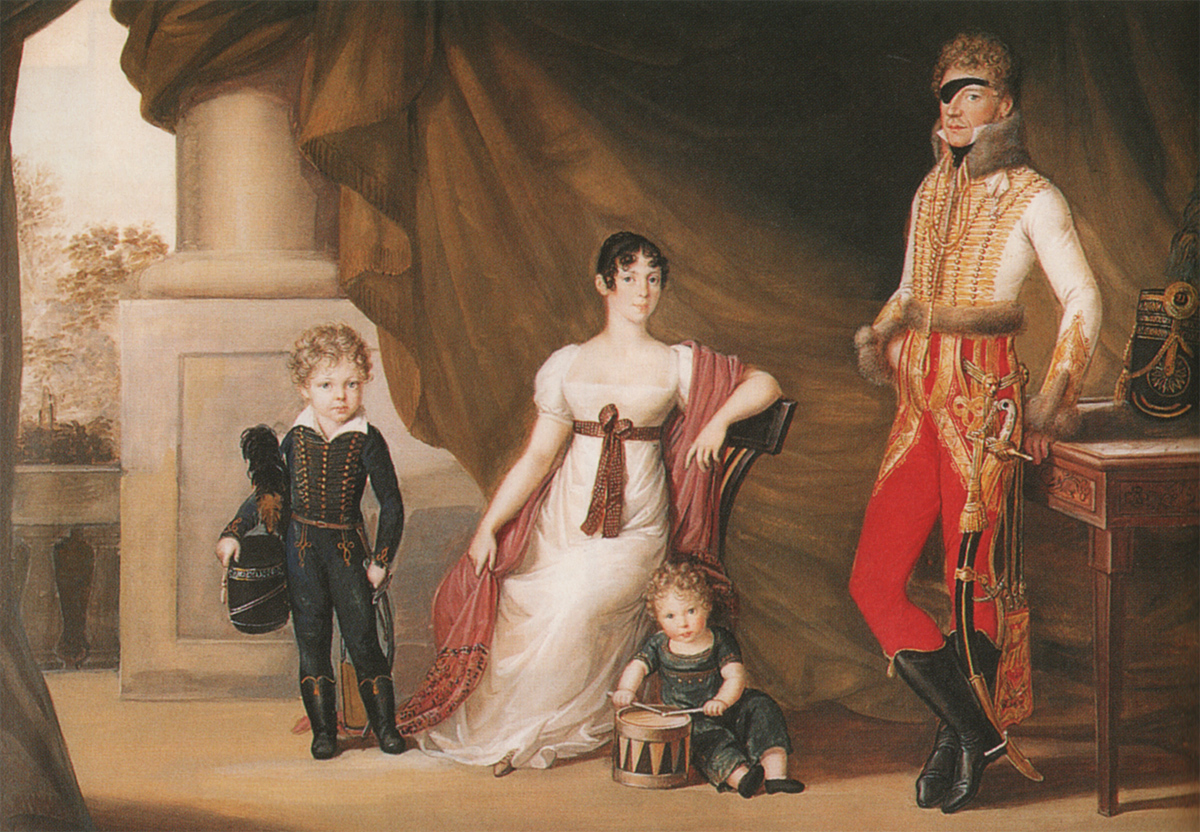
Ritratto di famiglia del 1810: Alfred (a sinistra) con padre, madre e fratello Ferdinand
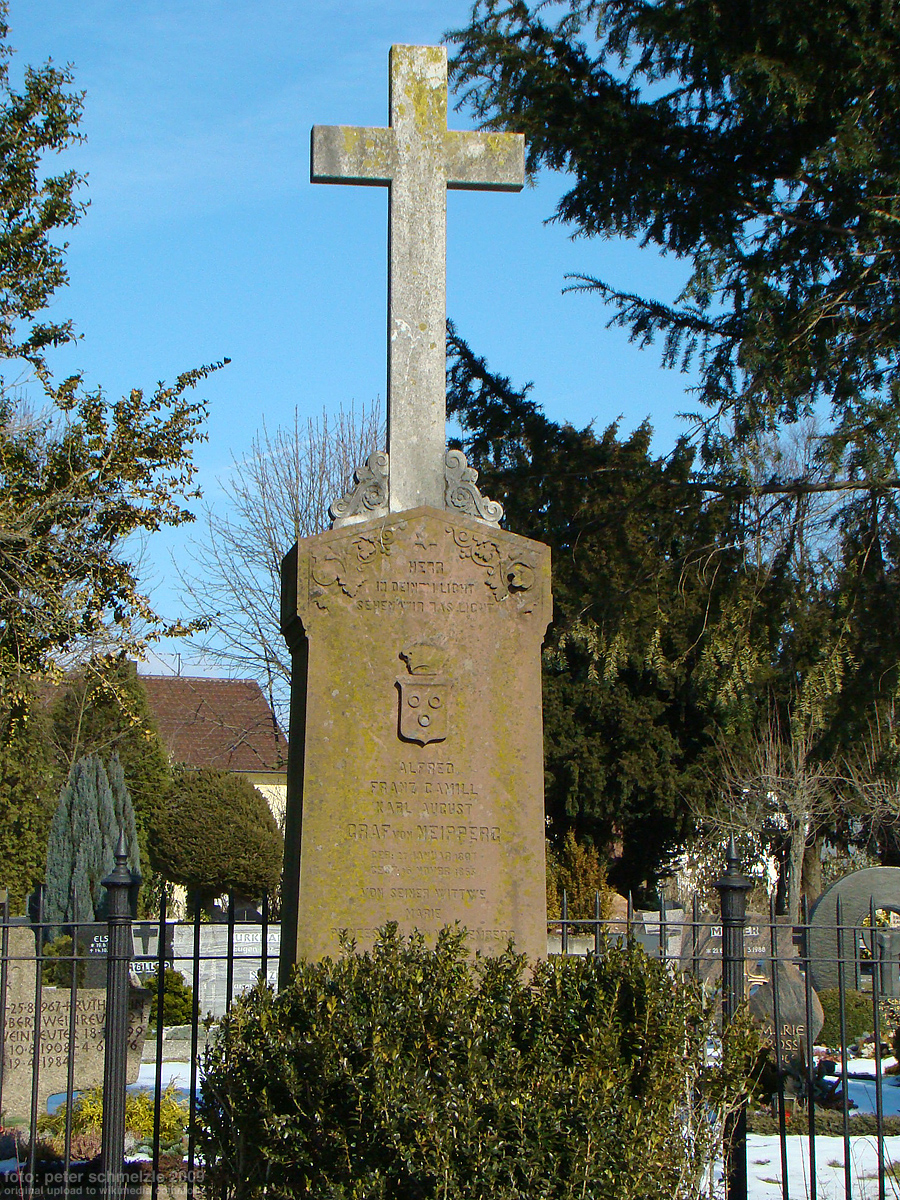
Tomba di Alfred von Neipperg a Massenbachhausen

## Ascendenza
|                                                 |                   |                                                       | Genitori                                          |  |  | Nonni |  |  | Bisnonni                      |  |  | Trisnonni                       |  |
|                                                 |                   |                                                       |                                                   |  |  |       |  |  | Wilhelm Reinhard von Neipperg |  |  | Eberhard Friedrich von Neipperg |  |
|                                                 |                   |                                                       |                                                   |  |  |       |  |  | Wilhelm Reinhard von Neipperg |  |  | Eberhard Friedrich von Neipperg |  |
|                                                 |                   | Margareta Lucretia von Hornberg                       |                                                   |  |  |       |  |  | Wilhelm Reinhard von Neipperg |  |  |                                 |  |
| Leopold Joseph von Neipperg                     |                   |                                                       |                                                   |  |  |       |  |  | Wilhelm Reinhard von Neipperg |  |  |                                 |  |
|                                                 |                   | Maria Franziska Theresia von Khevenhüller-Frankenburg | Franz Ferdinand von Khevenhüller-Frankenburg      |  |  |       |  |  |                               |  |  |                                 |  |
|                                                 |                   | Maria Franziska Theresia von Khevenhüller-Frankenburg | Franz Ferdinand von Khevenhüller-Frankenburg      |  |  |       |  |  |                               |  |  |                                 |  |
|                                                 |                   | Maria Franziska Theresia von Khevenhüller-Frankenburg | Maria Theresia von Lubetich-Chapelot              |  |  |       |  |  |                               |  |  |                                 |  |
| Adam Albert von Neipperg                        |                   | Maria Franziska Theresia von Khevenhüller-Frankenburg |                                                   |  |  |       |  |  |                               |  |  |                                 |  |
|                                                 |                   | Karl Ferdinand von Hatzfeldt-Wildenburg-Werther       | Wilhelm Franz von Hatzfeld                        |  |  |       |  |  |                               |  |  |                                 |  |
|                                                 |                   | Karl Ferdinand von Hatzfeldt-Wildenburg-Werther       | Wilhelm Franz von Hatzfeld                        |  |  |       |  |  |                               |  |  |                                 |  |
|                                                 |                   | Karl Ferdinand von Hatzfeldt-Wildenburg-Werther       | Sophie Therese von Loë                            |  |  |       |  |  |                               |  |  |                                 |  |
| Maria Luise von Hatzfeldt-Wildenburg-Werther    |                   | Karl Ferdinand von Hatzfeldt-Wildenburg-Werther       |                                                   |  |  |       |  |  |                               |  |  |                                 |  |
|                                                 |                   | Marie Sophie von Bettendorff                          | Lothar Karl von Bettendorff                       |  |  |       |  |  |                               |  |  |                                 |  |
|                                                 |                   | Marie Sophie von Bettendorff                          | Lothar Karl von Bettendorff                       |  |  |       |  |  |                               |  |  |                                 |  |
|                                                 |                   | Marie Sophie von Bettendorff                          | Marie Sophie von Stadion                          |  |  |       |  |  |                               |  |  |                                 |  |
| Alfred von Neipperg                             |                   | Marie Sophie von Bettendorff                          |                                                   |  |  |       |  |  |                               |  |  |                                 |  |
|                                                 | Orazio Paolo Pola | Antonio IV Pola                                       |                                                   |  |  |       |  |  |                               |  |  |                                 |  |
|                                                 | Orazio Paolo Pola | Antonio IV Pola                                       |                                                   |  |  |       |  |  |                               |  |  |                                 |  |
|                                                 | Orazio Paolo Pola | Aurelia Ippoliti di Gazoldo                           |                                                   |  |  |       |  |  |                               |  |  |                                 |  |
| Antonio V Pola                                  | Orazio Paolo Pola |                                                       |                                                   |  |  |       |  |  |                               |  |  |                                 |  |
|                                                 |                   | Felicita di Colloredo                                 | Rudolf di Colloredo                               |  |  |       |  |  |                               |  |  |                                 |  |
|                                                 |                   | Felicita di Colloredo                                 | Rudolf di Colloredo                               |  |  |       |  |  |                               |  |  |                                 |  |
|                                                 |                   | Felicita di Colloredo                                 | Delia Maria Silvestri di Congoli                  |  |  |       |  |  |                               |  |  |                                 |  |
| Teresa Pola                                     |                   | Felicita di Colloredo                                 |                                                   |  |  |       |  |  |                               |  |  |                                 |  |
|                                                 |                   | Giovanni Battista von Thurn-Hofer und Valsassina      | Raimondo Bonifacio von Thurn-Hofer und Valsassina |  |  |       |  |  |                               |  |  |                                 |  |
|                                                 |                   | Giovanni Battista von Thurn-Hofer und Valsassina      | Raimondo Bonifacio von Thurn-Hofer und Valsassina |  |  |       |  |  |                               |  |  |                                 |  |
|                                                 |                   | Giovanni Battista von Thurn-Hofer und Valsassina      | Paolina Clara dei Signori di Caporiacco           |  |  |       |  |  |                               |  |  |                                 |  |
| Maria Antonia Floriana von Thurn und Valsassina |                   | Giovanni Battista von Thurn-Hofer und Valsassina      |                                                   |  |  |       |  |  |                               |  |  |                                 |  |
|                                                 |                   | Maria Cecilia Strassoldo                              | Johann Josef von Strassoldo                       |  |  |       |  |  |                               |  |  |                                 |  |
|                                                 |                   | Maria Cecilia Strassoldo                              | Johann Josef von Strassoldo                       |  |  |       |  |  |                               |  |  |                                 |  |
|                                                 |                   | Maria Cecilia Strassoldo                              | Maria Cäcilia Anna von Gera                       |  |  |       |  |  |                               |  |  |                                 |  |
|                                                 |                   | Maria Cecilia Strassoldo                              |                                                   |  |  |       |  |  |                               |  |  |                                 |  |